# Prince Nana
Prince Nana, pseudonimo di Nana Osei Bandoh (New York, 1º agosto 1979), è un manager di wrestling ed ex wrestler statunitense di discendenza ghanese.
Attualmente è sotto contratto con la All Elite Wrestling (AEW), dove svolge la funzione di manager di Swerve Strickland.

### Ring of Honor (2002–presente)

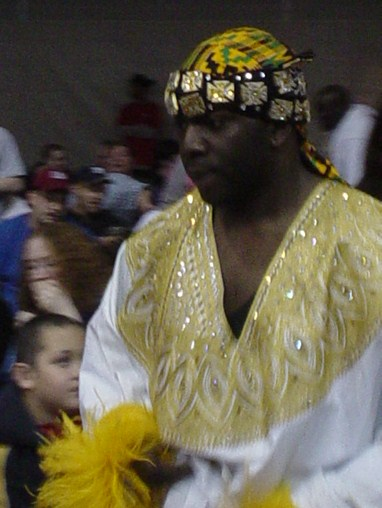
Nana nel 2005

### All Elite Wrestling (2023–presente)

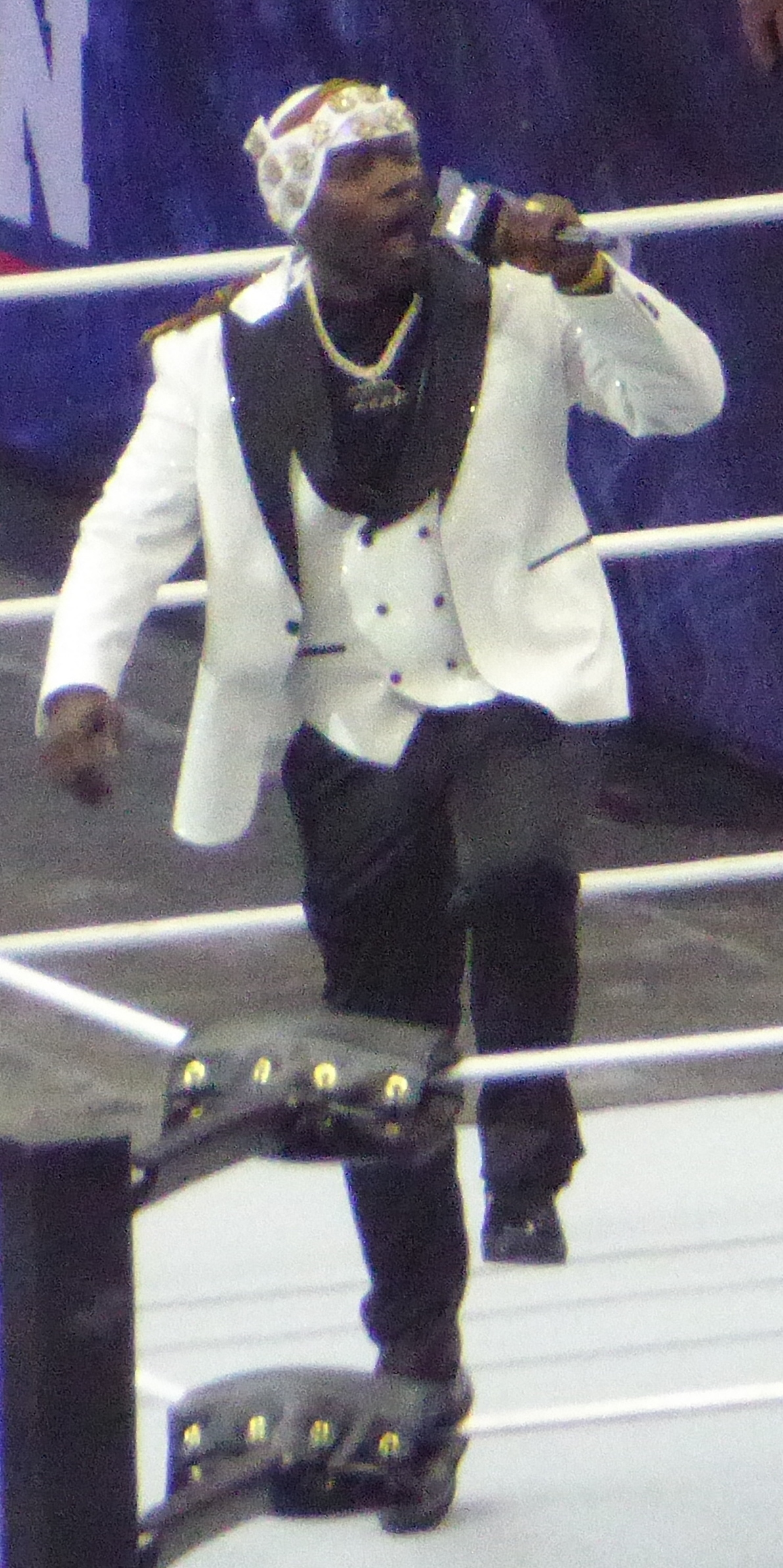
Nana al PPV All In nell'agosto 2024

## Titoli e riconoscimenti
- CyberSpace Wrestling Federation
  - CSWF Tag Team Championship (1) – con Sonjay Dutt
- East Coast Wrestling Association
  - ECWA Heavyweight Championship (1)[2]
  - ECWA Mid Atlantic Championship (2)[2]
- New York Wrestling Connection
  - NYWC Tag Team Championship (1) – con MEGA[2]
- Pro Wrestling Illustrated
  - 311º tra i migliori 500 wrestler singoli nei PWI 500 del 2010[3]
- USA Pro Wrestling
  - USA Pro New York State Championship (2)
- WreslePurists
  - Best Non-Wrestler Award 2023.[4]